# Mirentxu Loyarte
Mirentxu Loyarte Esparza, também conhecida como Mirentxu Loiarte e Mirentxu Loxarte (Pamplona, ) é uma cineasta espanhola, conhecida por ser a primeira nessa carreira no País Basco, região ao norte de seu país. Suas obras mais conhecidas são Irrintzi, de 1976, premiado pela Direção Geral de Cinematografia Espanhola, e Ikuska 12, de 1978, que conta a história de quatro mulheres de sua região, com a participação de Javier Aguirresarobe.
Formou-se em Direção de Cinema pelo Conservatório do Cinema Francês e mostrou-se fortemente seguidora da ideologia abertzale (a favor da independência e separação do País Basco do território espanhol) em seus filmes. Sua produção de caráter político e social influenciou a formação de outros cineastas renomados, como Iñaki Núñez, Iñigo Silva, Javier Rebollo, Juan Ortuoste e Imanol Uribe.